# 约旦共产党
约旦共产党（羅馬化：Hizb al-Shuyu'iyah al-Urduni），简称约共，是约旦的一个共产主义政党，1948年成立。该党出版刊物《群众》。该党的总部位于安曼。该党是共产党和工人党国际会议的成员。